# Judy Samuel
Judith Samuel, detta Judy (2 agosto 1943), è un'ex nuotatrice britannica.
Specializzata nello stile libero, ha partecipato ai Giochi di Roma 1960, gareggiando nei 400m sl e nella Staffetta 4x100m sl.
Ai Campionati europei del 1958, ha vinto 1 bronzo nella Staffetta 4x100m sl.